# Marc de Lassus
Pour les autres membres de la famille, voir Famille de Lassus.
Le baron Marc de Lassus (6 décembre 1829, Toulouse - 19 août 1897, Montréjeau), est un homme politique français.

## Biographie
Issu d'une ancienne famille du piémont pyrénéen, petit-fils de Jacques-François-Hippolyte Durand, Marie Marc de Lassus Bizous, baron de Lassus, était conseiller général du canton de Montréjeau depuis 1863 lorsqu'il fut élu député. Il s'occupa particulièrement d'histoire locale et d'archéologie durant les dernières années de l'Empire. Élu, le 8 février 1871, représentant de la Haute-Garonne à l'Assemblée nationale, la 5e sur 10, il prit place à droite, et se fit inscrire au cercle des Réservoirs et à la réunion Colbert. Il a quitté la vie politique après une législature.
Membre de plusieurs sociétés savantes, auteur de nombreuses publications historiques sur le Comminges, il fut cofondateur de la  Revue de Comminges. Il s'attacha à former une importante collection d'archives et une bibliothèque d'ouvrages relatifs à l'histoire du Midi de la France.
Marc de Lassus figure au dictionnaire des peintres, au titre de peintre paysagiste : élève de François-Émile de Lansac, il exposa au Salon de 1864 à 1866.
Marié à Caroline Pillet-Will (fille d'Alexis Pillet-Will), puis à Claire de Gassaud, il est notamment le père de Bertrand de Lassus et Marc de Lassus.
Marie Marc de Lassus est l'auteur d'un ouvrage historique en trois volumes sur la famille de Lassus.
En 1859, conformément aux prescriptions de la loi, il demanda la confirmation de ses droits, ce qui fut fait par un décret du 7 janvier 1860, confirmant le titre de baron héréditaire qui avait appartenu à ses ancêtres. Il se vit délivrer des lettres patentes le 8 juillet 1865.